# بزل الصدر بالإبرة
بزل الصدر بالإبرة ( NT ) هو إجراء علاجي أولي يُستخدم في حالة الاشتباه باسترواح الصدر الضاغط. ويتبع ذلك إدخال أنبوب صدري. غير أنه، قد يُفضل بزل الصدر بالإصبع بدلاً من بزل الصدر بالإبرة. وهو أحد أنواع بزل الصدر إلى جانب أنابيب الصدر وبزل الصدر بالقسطرة.
تُجرى العملية عادةً في الحيز الوربي الثاني على خط منتصف الترقوة أو في الحيز الرابع على خط الإبط الأمامي. إن كان الوقت كافيًا، يمكن تنظيف المنطقة بالكلورهيكسيدين وحقن مخدر موضعي. ثم تُوضع إبرة مجوفة وقسطر بقياس 12، أو 14، أو 16، فوق الضلع مباشرة. عند رجوع الهواء، تُسحب الإبرة بينما يُترك القسطر في الصدر.
إدخال الإبرة بنجاح يؤدي عادةً إلى اندفاع الهواء وتحسن في المؤشرات الحيوية. يُجرى بعد ذلك تصوير الصدربالأشعة السينية للتأكد من تحسن الحالة. قد تشمل المضاعفات النزيف، والعدوى، وإصابة القلب، أو الرئة، أو الحجاب الحاجز. كذلك، قد يصاب الشخص باسترواح الصدر، إن لم يسبق له الإصابة به.